# Manifestations de 2021-2022 en Afghanistan
 (août 2021).
Les manifestations de 2021 en Afghanistan sont des manifestations contre les talibans en cours en Afghanistan.

## Contexte
Le 15 août 2021, les talibans s'emparent de Kaboul, provoquant la panique de nombreuses personnes et l'évacuation de militaires, de membres du personnel de l'ambassade et de civils.

## Manifestations
Le 17 août 2021, de petites manifestations composées de femmes réclamant l'égalité des droits pour les femmes ont été signalées à Kaboul.
Des manifestations plus importantes ont éclaté le lendemain dans les villes de l'est habitées par les pachtounes. Le 18 août, les talibans ont ouvert le feu sur des manifestants à Jalalabad, faisant 3 morts et plus d'une dizaine de blessés. Les talibans avaient promis de ne pas être brutaux dans leur façon de gouverner. Des témoins ont déclaré que les décès se sont produits lorsque des résidents locaux ont tenté d'installer le drapeau national afghan sur une place de Jalalabad. Il y avait aussi des rapports de personnes essayant de planter le drapeau national de l'Afghanistan dans les villes orientales de Khost et Assadâbâd.
Le lendemain, 19 août, jour de l'indépendance afghane (en), les manifestations se sont étendues à d'autres villes, y compris de grandes manifestations séparées à Kaboul, avec 200 personnes rassemblées dans une manifestation avant qu'elle ne soit dispersée par la force par les talibans. Plus tard, certains médias ont rapporté que les protestations à Kaboul s'étaient étendues à des milliers de manifestants. Il y a eu plusieurs rapports du drapeau des talibans arraché et remplacé par le drapeau de la République islamique d'Afghanistan, et des manifestants ont été signalés comme battant ce dernier drapeau. Plusieurs manifestants ont été tués après avoir été la cible de tirs alors qu'ils agitaient des drapeaux nationaux lors de la fête de l'indépendance afghane à Asadabad, où "des centaines de personnes" ont été décrites comme se joignant à la manifestation. À Kaboul, un cortège de voitures et de personnes portait un long drapeau afghan en signe de défiance. Dans la province de Khost, les talibans ont violemment dispersé une autre manifestation et déclaré un couvre-feu de 24 heures ; pendant ce temps, dans la province de Nangarhar, une vidéo a été publiée montrant un manifestant ensanglanté avec une blessure par balle en train d'être emporté.
Le 20 août, des femmes afghanes ont organisé un rassemblement de protestation au sujet de leurs inquiétudes pour l'avenir et de la participation des femmes au nouveau gouvernement. La militante des droits humains Fariha Esar a déclaré : « Nous n'abandonnerons pas notre droit à l'éducation, le droit au travail et notre droit à la participation politique et sociale ».

## Réactions
Malgré les promesses de modération, les forces talibanes auraient agressé et battu des journalistes qui couvraient les manifestations à Jalalabad et à Kaboul.
Le 19 août, les talibans ont exhorté le clergé musulman à dire à leurs fidèles de rester dans le pays et à lutter contre la "propagande négative" jeudi, et ont exhorté les afghans à retourner au travail. Les talibans ont également appelé les imams avant les prières du vendredi, à convaincre les gens de ne pas quitter le pays.
Amrullah Saleh, ancien vice-président et président par intérim déclaré de l'Afghanistan par la résistance du Panjshir selon la constitution afghane en cas de fuite à l'étranger de l'ancien président Ashraf Ghani, a salué les manifestants "qui portent le drapeau national et représentent ainsi dignité de la nation" le 19 août. Cependant, la priorité des États-Unis est toujours axée sur la sécurisation du périmètre de l'aéroport, ainsi que sur l'augmentation du nombre d'évacués de la capitale Kaboul, ont révélé des responsables du Pentagone.